# Bois flotté
Cet article concerne le bois naturellement échoué sur les côtes. Pour bois transporté en le faisant flotter sur les cours d'eau, voir Flottage du bois.

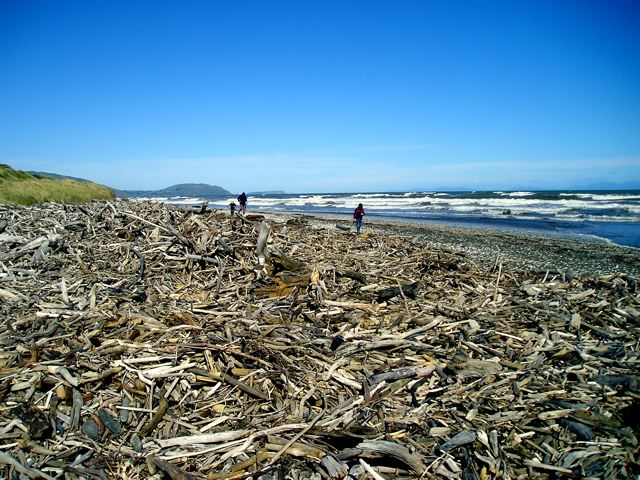
Masse de bois flotté près de Porirua (Nouvelle-Zélande).

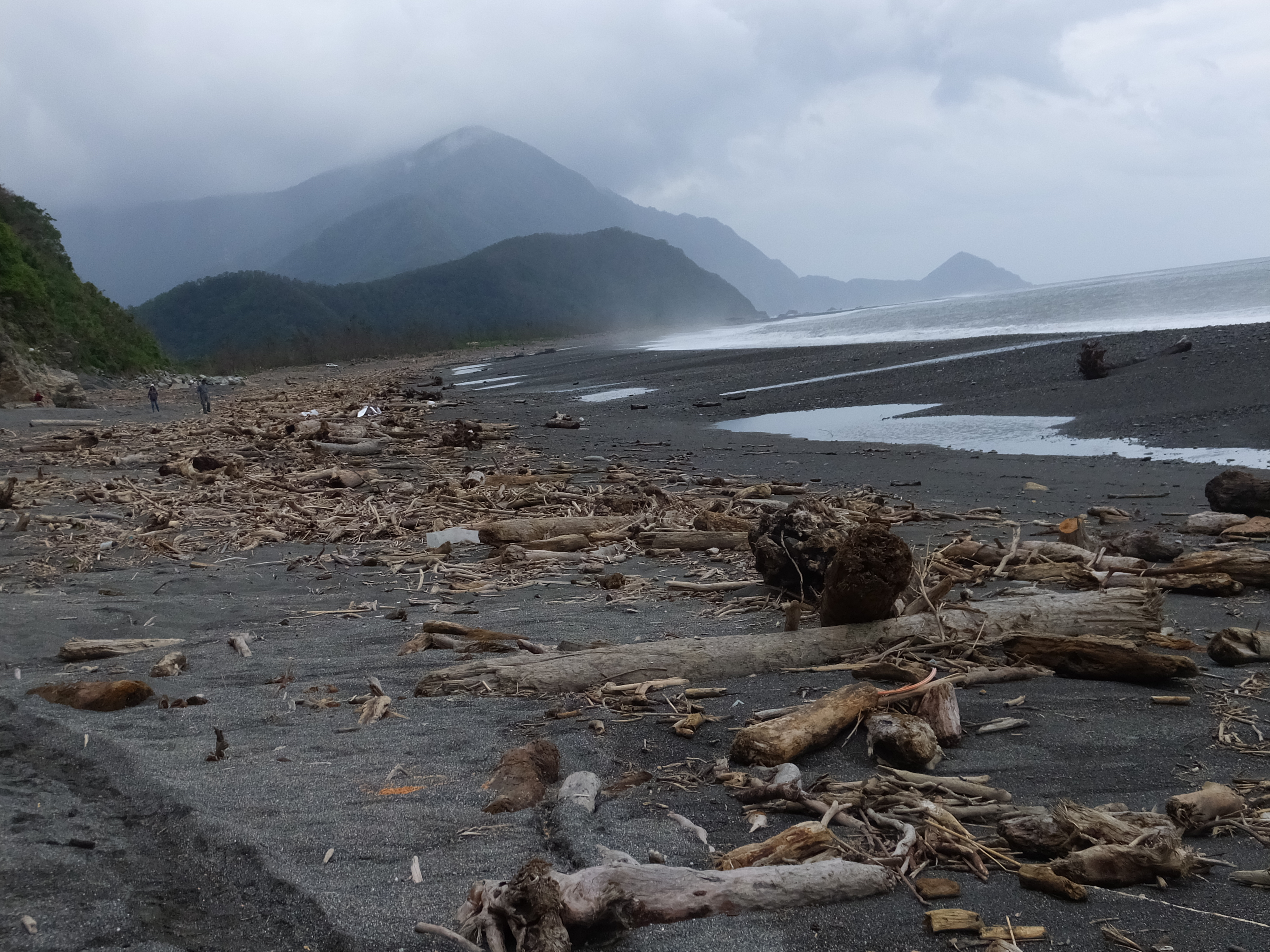
Bois flotté à Taïwan.

Le bois flotté est du bois qui a été drossé sur la côte (de l'océan, d'une autre étendue d'eau salée voire d'un lac) par l'action du vent, des courants ou des marées. L'appellation « bois flotté » implique un séjour de nombreux jours, semaines, mois ou années dans l'eau.
Le dépôt de bois flotté est un phénomène similaire, ou une part des laisses de mer.

## Description

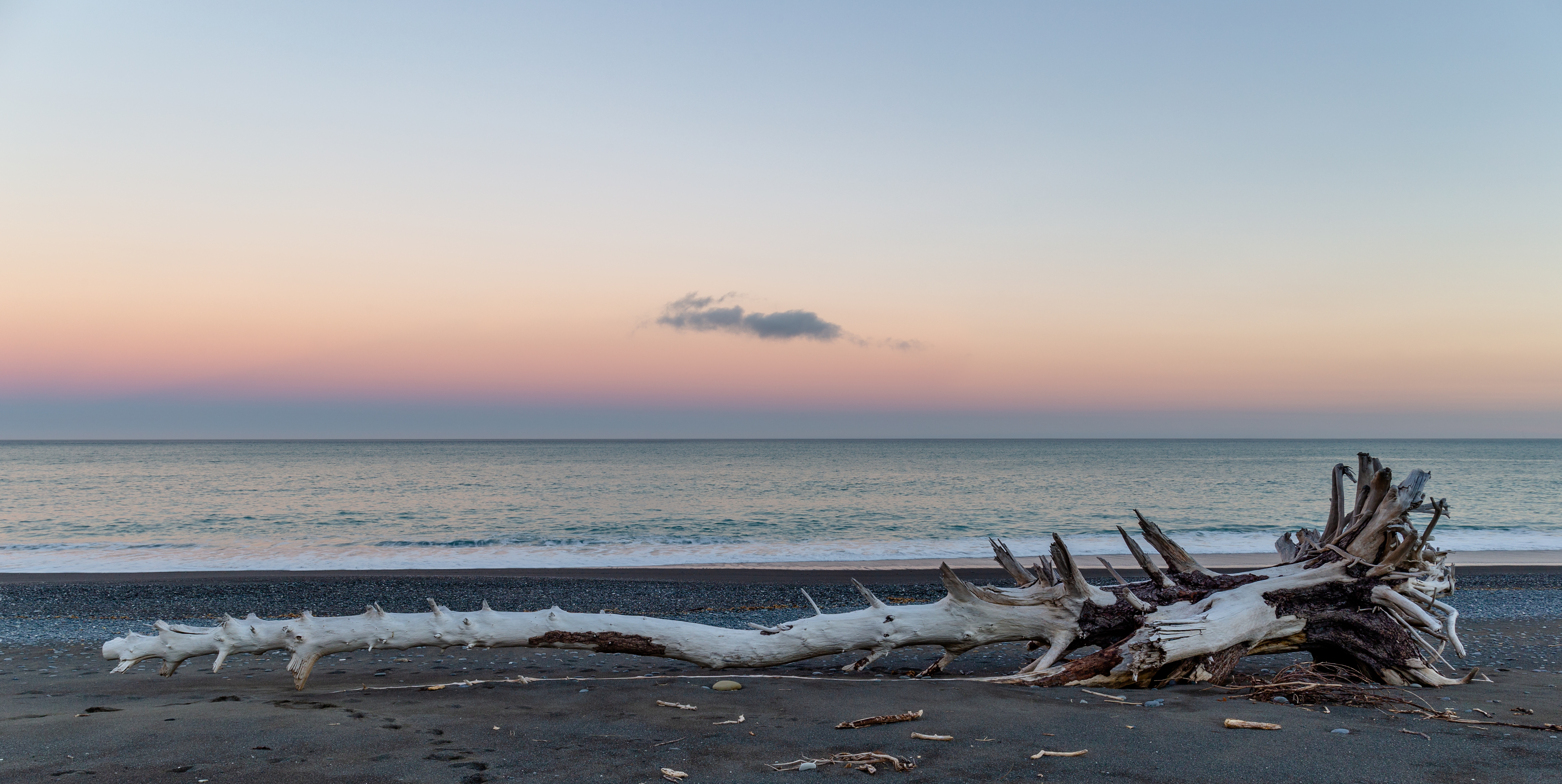
Bois flotté sur la plage nord de Kaikoura, Nouvelle-Zélande. Avril 2019.

Sur certaines côtes, le bois flotté est perçu comme une nuisance, dont pour les hélices des bateaux. Quand il est d'origine naturelle, il participe cependant au biotope, fournissant abri ou nourriture aux oiseaux marins, poissons, invertébrés ou d'autres espèces aquatiques ou du bois mort lorsqu'il flotte, coule ou s'échoue. Les limnories, les tarets et les bactéries décomposent ce bois, le transformant progressivement en nutriments qui sont réintroduits dans la chaîne alimentaire. Lorsque ce bois, partiellement décomposé et creusé, est rejeté à la côte, il peut servir d'abri aux oiseaux ou à d'autres espèces animales et permettre la pousse de certaines plantes. Il sert parfois de fondations pour la création de dunes.

## Provenance
Il peut s'agir de : 
- arbre ou branches d'arbres apportés par les fleuves après avoir été arrachés par les vents, les crues, les tempêtes, glissements de terrain, inondations ;
- éléments d'immeubles ou de maisons, détruits lors d'inondations, tempêtes ou tsunamis ;
- objets en bois emportés par la mer depuis la côte ou la plage ;
- restes d'épaves de bateaux en bois ;
- palettes, caisses ou grumes perdues par les cargos.

## Dans l'histoire et la préhistoire
Selon la mythologie nordique, les premiers êtres humains, Ask et Embla ont été créés à partir de deux pièces de bois flotté, un frêne et un orme, par le dieu Odin et ses frères, Vé et Vili.
Le bois flotté charrié par les fleuves arctiques a longtemps été la principale et quelquefois la seule ressource en bois des Inuits et d'autres populations de l'Arctique qui habitaient bien au-delà de la limite des arbres, au Nunavik par exemple,,. Dans les années 1940, Giddings a créé une collection d'échantillons et de données d'intérêt à la fois dendrochronologique et dendroclimatique, encore utilisés et exploités, intéressant la seconde moitié du dernier millénaire du nord-ouest de l’Alaska. Sur les sites vikings du Groenland au Moyen Âge le bois flotté représente près des deux tiers de l'utilisation du bois, contre un tiers de bois locale et une part infime de bois importé.
Dans de nombreuses régions maritimes, du bois flotté était utilisé, par exemple pour les séchoirs à poissons et pour la construction.
Une des plus célèbres pièces de bois flotté est le Old Man of the Lake dans le lac du Cratère en Oregon (États-Unis). Le tronc de cet arbre flotte verticalement dans le lac depuis plus d'un siècle. Grâce à l'eau froide du lac, l'arbre a été préservé.
Bois de feu : Le bois humide et imbibé de sel brûle mal et en produisant des dioxines et furanes en raison du chlore qu'il contient, mais le bois flotté provenant d'eaux douces, bien qu'il ait perdu un peu de son pouvoir calorifique, une fois sec, peut être utilisé comme combustible (avec des précautions, dans un incinérateur avec filtre) s'il a été peint ou traité, ou s'il a pu être contaminé par des sédiments ou une eau pollués, durant son transport. De grandes grandes quantités de bois flottants étaient autrefois charriées par les crues. C'est encore parfois le cas. Par exemple sur le Rhône genevois, avant le barrage de Verbois, les crues saisonnières de l'Arve (rivière significativement plus polluée que le Rhône au point de confluence) apportent de 120 à 800 tonnes de bois sec/an, soit en moyenne environ 500 tonnes d'équivalent bois sec/an. En 2005 le bois échantillonné sur ce site était essentiellement d’origine naturelle (au maximum 5 % de déchets anthropiques, parmi des troncs et branches de salicacées, aulnes et peupliers essentiellement). L’exploitant ayant obligation de ne pas rejeter ces bois flottants vers l'aval, il a étudié la possibilité d'en faire du bois-énergie. Ce bois a un pouvoir calorifique moyen de 17.5 à 20 MJ/kg (sec). Un premier échantillonnage du bois flotté a été fait au moment de la crue printanière, avec une méthode d'extraction faisant que ce bois a été mis en contact avec du sédiment pollué. Il présentait un taux de cendres proche de 15 % (après combustion des plaquettes), et il était systématiquement pollué par l'arsenic, du chrome, du cuivre et du plomb (largement au dessus des valeurs limites fixées par la Suisse pour le bois énergie (norme SN166 000) ; le cadmium et le mercure n'ont pas été recherchés, mais ils pourraient aussi être présents. Inversement, les échantillons prélevés lors de la crue automnale (où l'on n'a soutiré que les bois flottants en surface, sans les mettre en contact avec le sédiment), n'ont produit que 3 % de cendres ; et ils contenaient bien moins de métaux lourds et métalloïdes (10 à 20 fois moins que les échantillons printaniers), permettant de produire des plaquettes ou pellets conformes à la norme suisse SN166 000. Cette étude a montré que les bois flottants ayant séjourné dans un sédiment pollué ou extraits de l'eau avec un peu de sédiment peuvent être trop pollués pour être brûlés.

## Sculptures en bois flotté

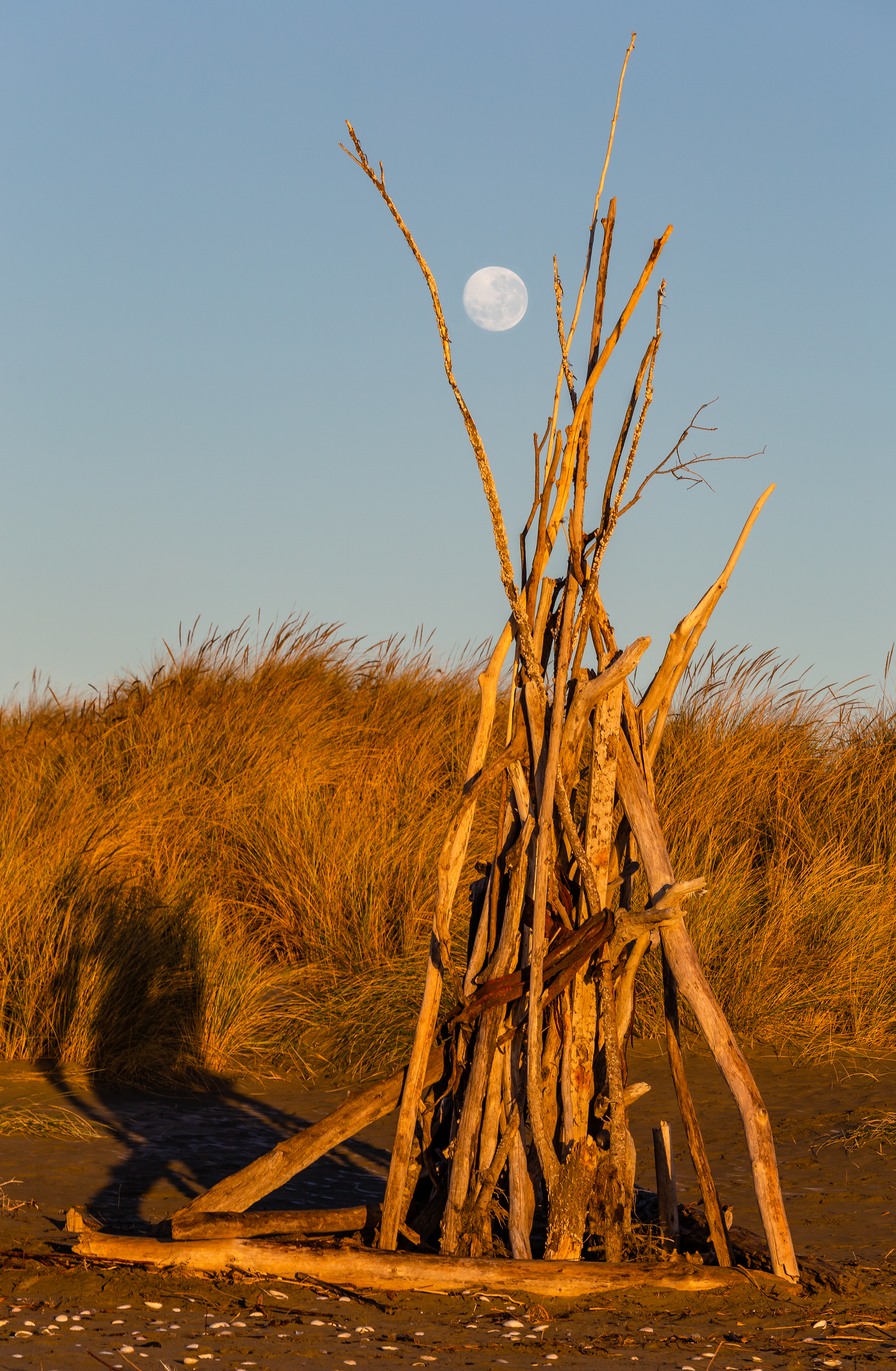
Construction en bois flotté sur une plage de Christchurch en Nouvelle-Zélande, la Lune en arrière-plan. Juin 2019.

Le bois flotté est fréquemment utilisé comme élément décoratif ou artistique. Des sculptures de bois flotté ont été construites sur des plages ou des vasières.
- Une des plus connues se trouve à Kullaberg en Suède, où Lars Vilks créa en 1980 Nimis, une œuvre controversée.
- Des sculptures furent créées dans les vasières d'Emeryville en Californie et dans la baie de San Francisco à la fin des années 1960.
- La première sculpture collective française en bois flotté a été édifiée en mars 2008, au centre de la chapelle Sainte-Anne de la ville d'Arles, par les visiteurs de l'exposition Marcher dans le pas des glaneurs organisée par un couple d'artistes locaux d’À Flots perdus. Construite avec des morceaux de bois flotté posés en équilibre, cette représentation de la "Bête des marais des Launes a atteint deux mètres de hauteur et trois mètres cinquante de longueur, le dernier jour de l'exposition. Le 18 mars 2008, elle a été démontée et les bois flottés ont été remis au Rhône pour respecter le cycle de la nature et remercier le fleuve pour sa prodigalité. (La Provence du 15 mars 2008).
- La seconde édition de "Marcher dans le pas des glaneurs" organisée en février 2010, par le même couple d'artistes arlésiens et Pierre Milhau, s'est déroulée au même endroit, en respectant le même rituel. Cette deuxième sculpture collective française a, cette fois ci, atteint deux mètres cinquante de hauteur et cinq mètres cinquante de longueur, avant d'être elle aussi démontée et rejetée dans le fleuve, le 17 février 2010[7].
- La ville d’Évian accueille chaque hiver depuis 2006 le festival « Le Fabuleux village ou la Légende des Flottins » ; cabanes, personnages, animaux en bois flotté voient le jour au centre-ville d'Evian[8].

Differents types de bois flottés
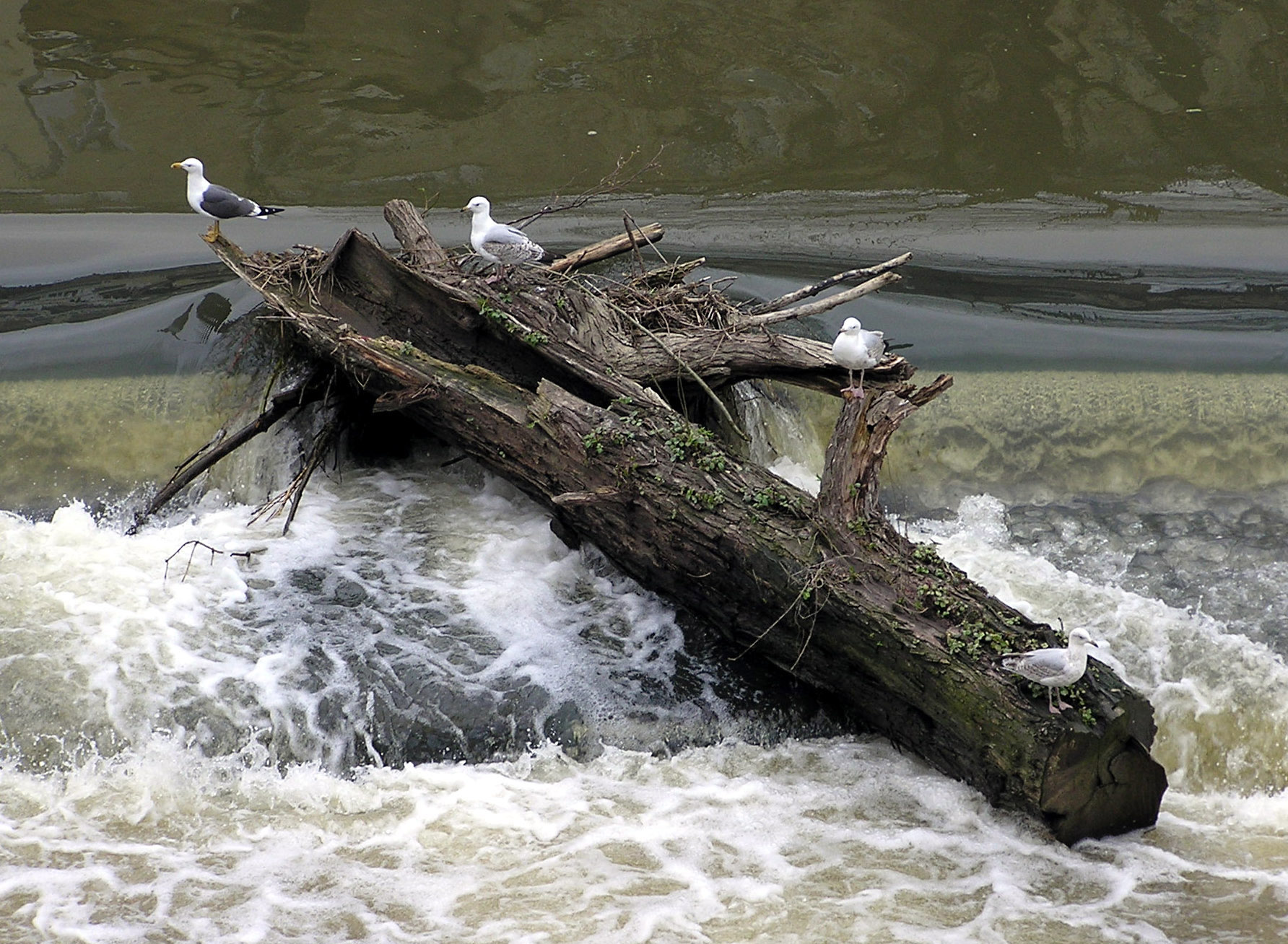
Bois flotté bloqué sur un seuil sur la rivière Avon (Bath, Angleterre).
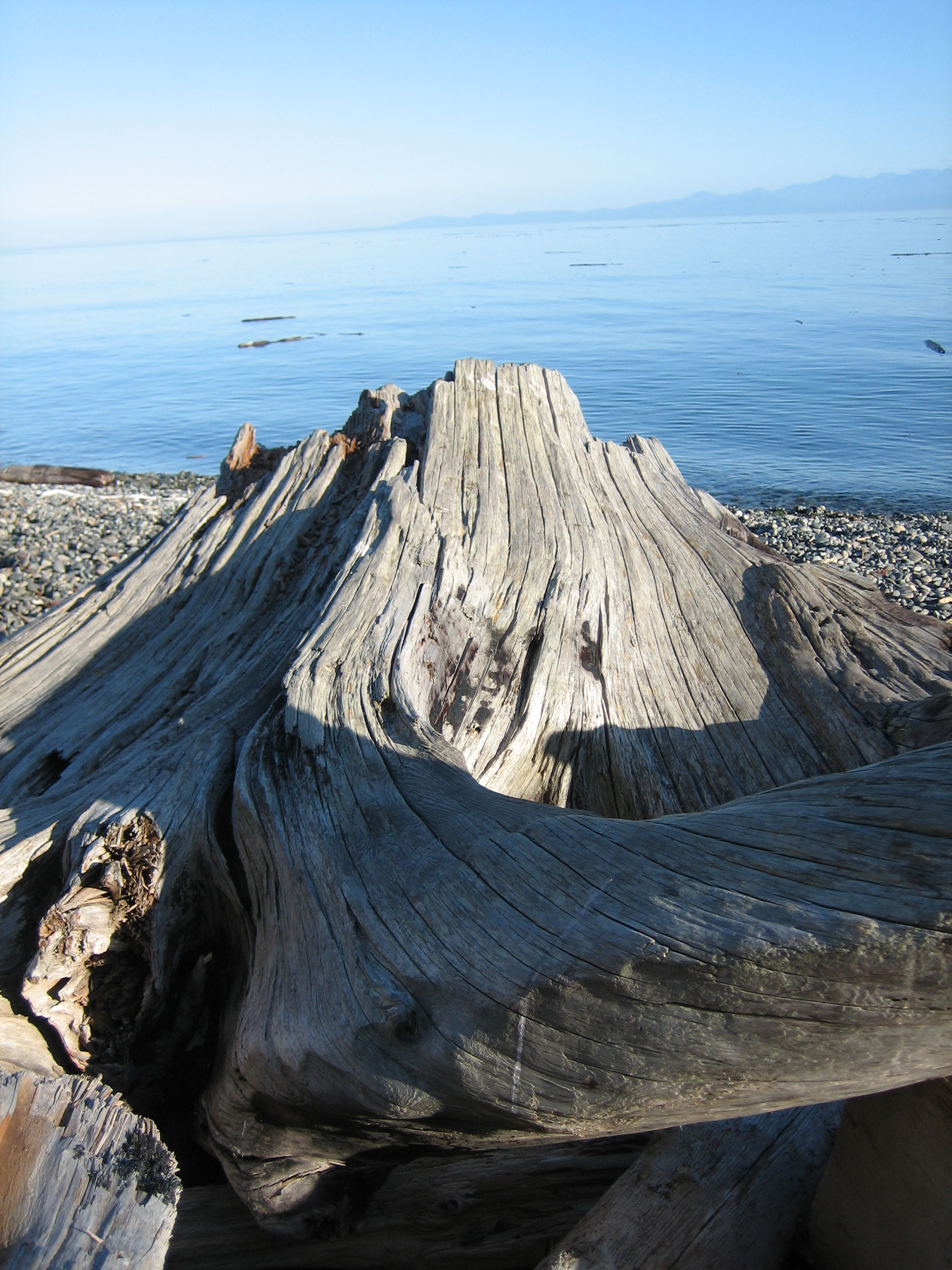
Bois flotté sur une plage du détroit de Juan de Fuca.
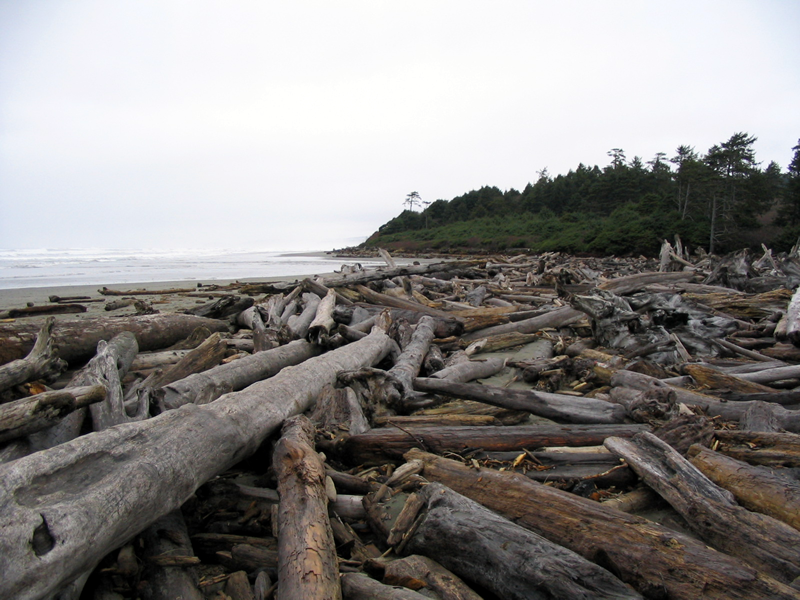
Amas de bois flotté sur la côte nord de l'État de Washington (États-Unis).
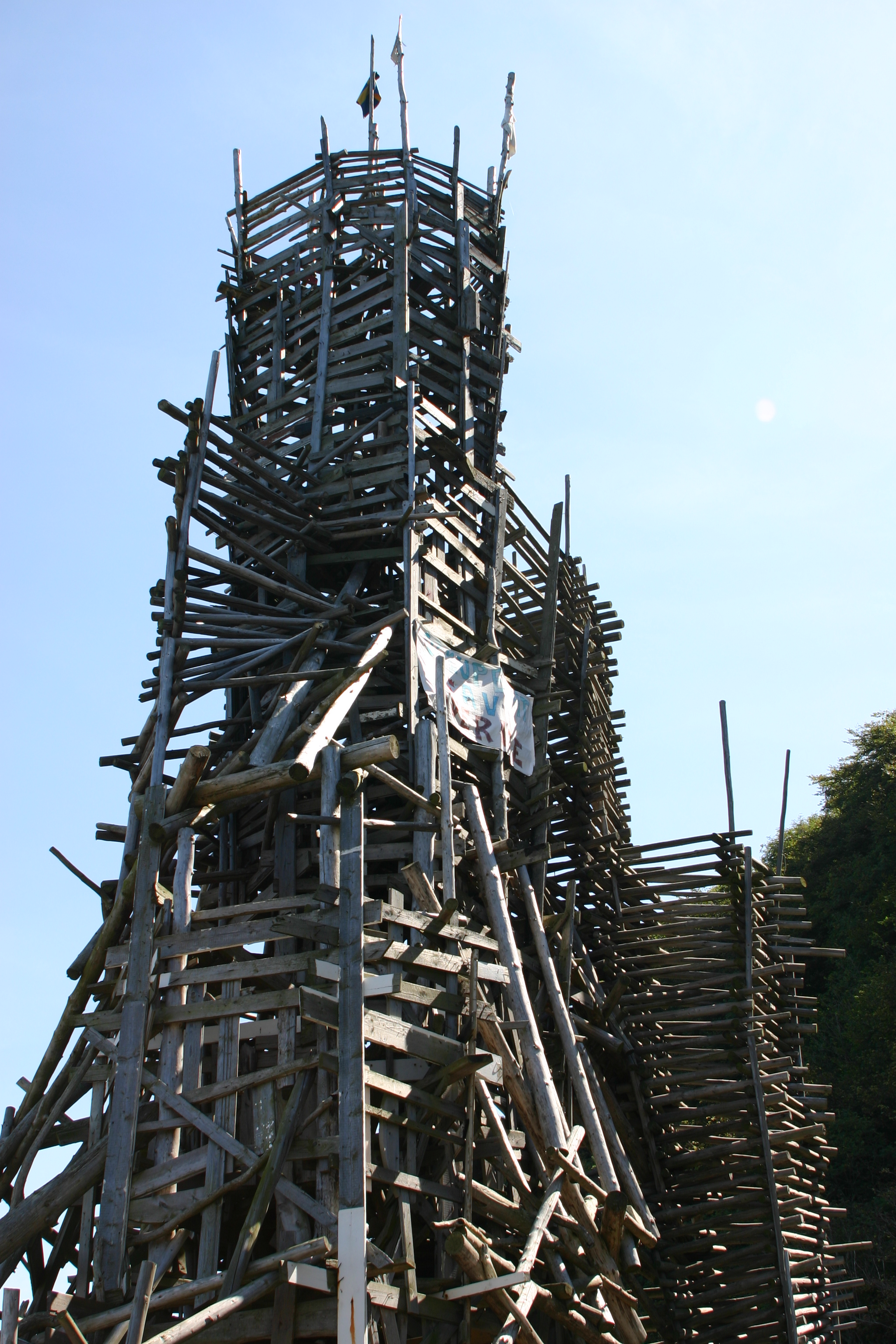
Sculpture Nimis en bois flotté (Suède).
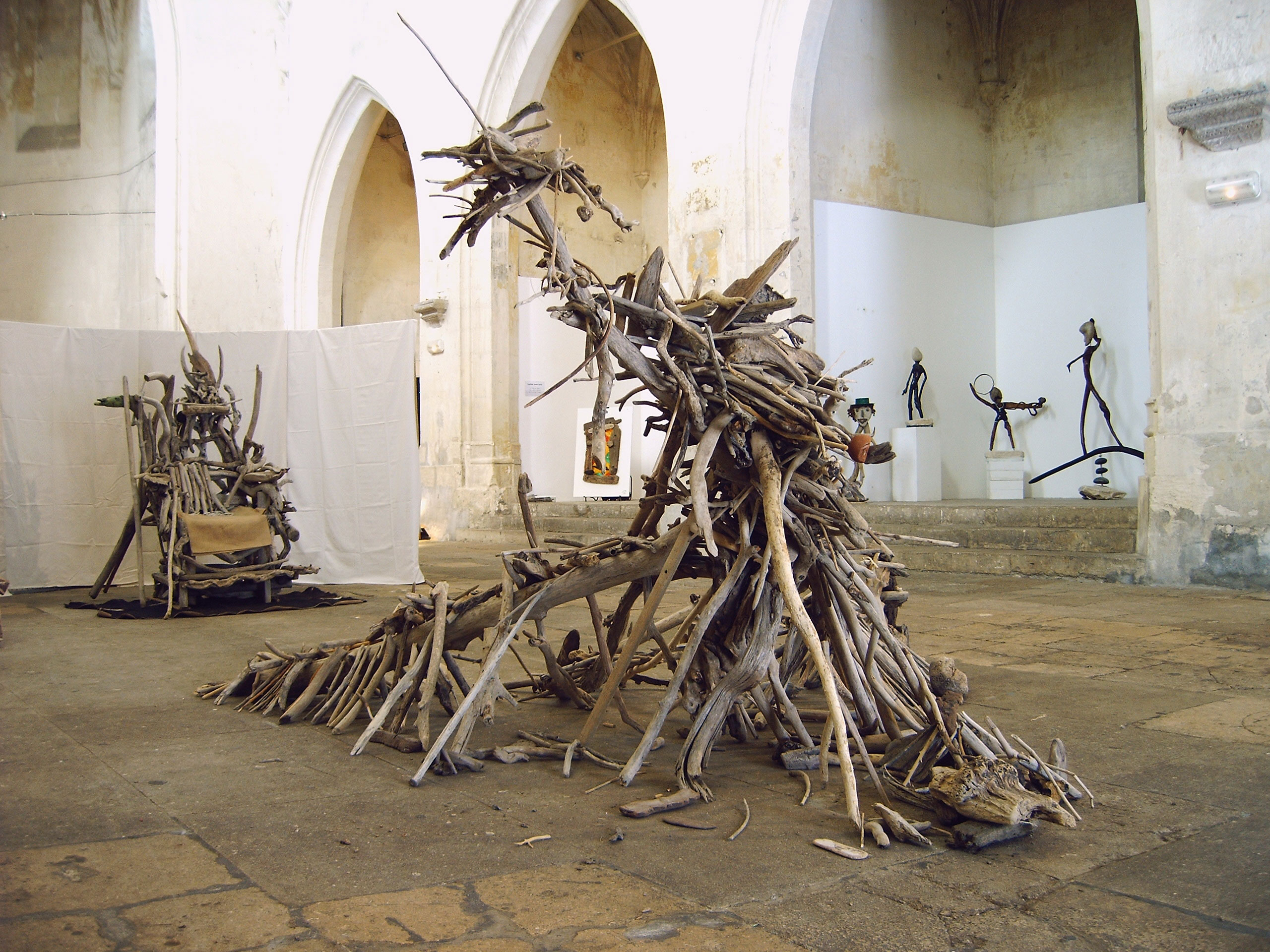
Sculpture collective Exposition À Flots perdus en mars 2008 (Arles) (France).